# Agência Nacional de Transportes Aquaviários
Agência Nacional de Transportes Aquaviários (ANTAQ) é uma autarquia especial brasileira, com autonomia administrativa e funcional, vinculada ao Ministério da Infraestrutura. Ela é responsável pela regulamentação, controle tarifário, estudo e desenvolvimento do transporte aquaviário no Brasil.

## História
A Agência Nacional de Transportes Aquaviários (ANTAQ) foi criada pelo presidente Fernando Henrique Cardoso  através da lei nº 10.233 de 5 de junho de 2001, que dispõe sobre a reestruturação dos transportes aquaviário e terrestre, cria o Conselho Nacional de Integração de Políticas de Transporte, a Agência Nacional de Transportes Terrestres, a Agência Nacional de Transportes Aquaviários e o Departamento Nacional de Infra-Estrutura de Transportes, e dá outras providências. A instalação da agência ocorreu em 17 de fevereiro de 2002.
O primeiro concurso público com vistas a prover cargos na ANTAQ ocorreu em 2003, Em seguida, foram realizados concursos em 2005 e 2009 e 2014.

## Atribuições
A ANTAQ dedica-se a tornar mais econômica e segura a movimentação de pessoas e bens pelas vias aquaviárias brasileiras, em cumprimento a padrões de eficiência, segurança, conforto, regularidade, pontualidade e modicidade nos fretes e tarifas. Arbitra conflitos de interesses para impedir situações que configurem competição imperfeita ou infração contra a ordem econômica, e harmoniza os interesses dos usuários com os das empresas e entidades do setor, sempre preservando o interesse público.
Constituem esfera de atuação da ANTAQ:
- a navegação fluvial, lacustre e de travessia
- a navegação de apoio marítimo, de apoio portuário, de cabotagem e de longo curso
- os portos organizados e as instalações portuárias neles localizadas
- os terminais de uso privado
- as estações de transbordo de carga
- as instalações portuárias públicas de pequeno porte, e
- as instalações portuárias de turismo.

## Diretoria

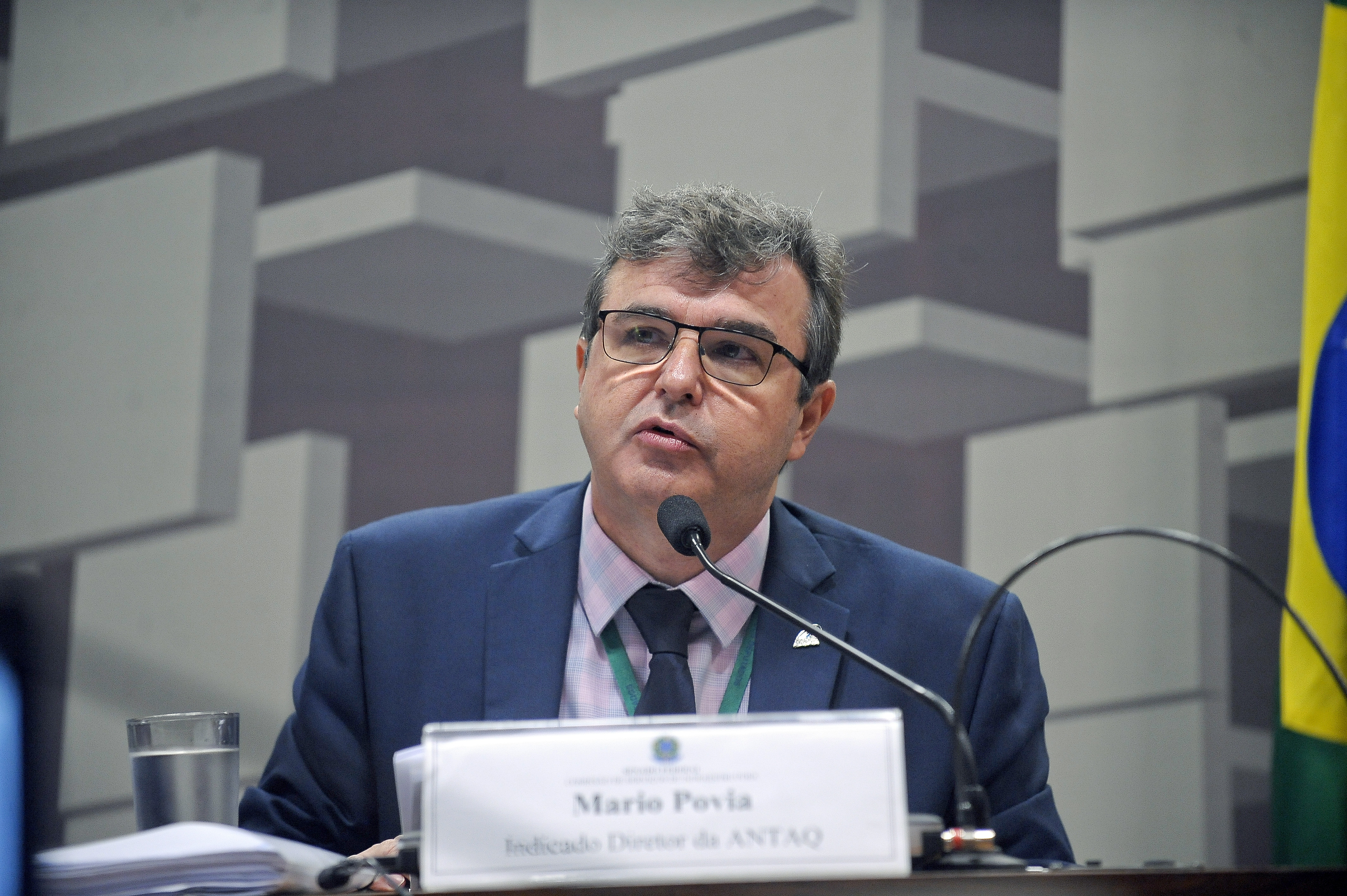
Mário Povia, em sabatina da Comissão de Serviços de Infraestrutura do Senado, em 22/06/2016. Foto: Pedro França/Agência Senado.

Compunham a diretoria da Antaq, em abril de 2018:
- Mário Povia
- Francisval Mendes
- Cargo vago, desde o fim do mandato de Adalberto Tokarski, em 18/02/2018[3]

## Quadro de Servidores
O quadro de servidores efetivos da ANTAQ foi instituído pela Lei nº 10.871 de 20 de maio de 2004. Ao todo são 220 Especialistas em Regulação de Serviços de Transportes Aquaviários, 130 Técnicos em Regulação de Serviços de Transportes Aquaviários, 70 Analistas Administrativos e 50 Técnicos Administrativos.
Além do quadro efetivo, ainda há um quadro de terceirizados, que atuam na atividade-meio da agência, ou seja, vigilantes, motoristas, secretárias e outros.